# 詹姆斯·巴伯
詹姆斯·巴伯（James Barbour，1775年6月10日—1842年6月7日），美国政治家，美国民主-共和党成员，曾任弗吉尼亚州州长（1812年-1814年）、美国参议员（1815年-1825年）和美国战争部长（1825年-1828年）。